# József Heicke

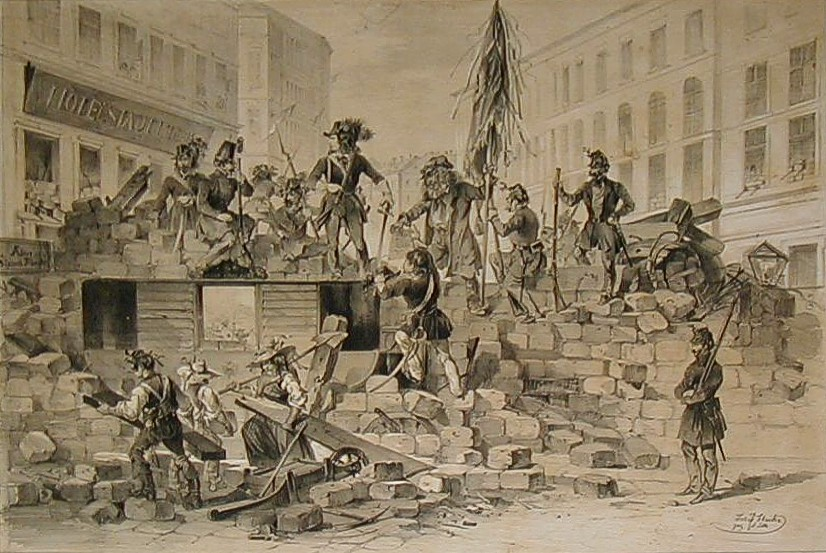
Barricadas de Viena, 26 y 27 de mayo de 1848. Litografía de 1848.

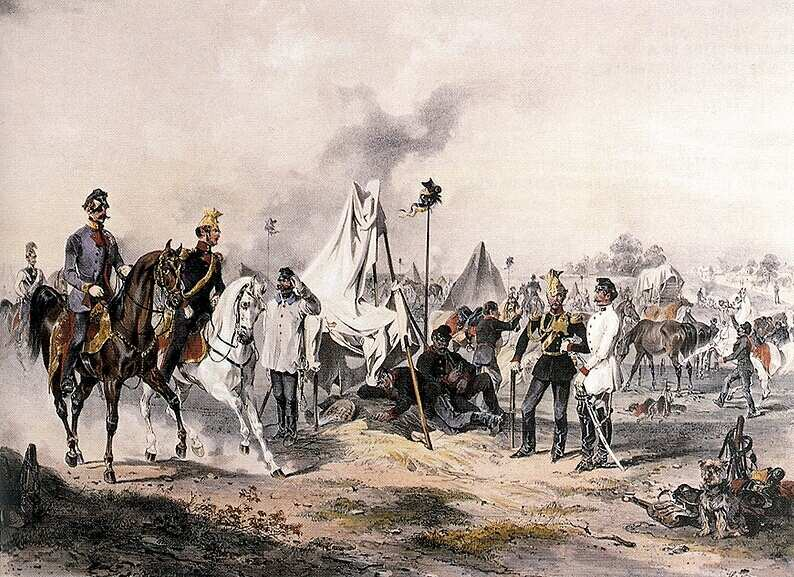
El conde Franz von Schlick en el campo de batalla durante la Revolución húngara de 1848.

Joseph/József/Josef Heicke (12 de marzo de 1811-6 de noviembre de 1861) fue un pintor y litógrafo austriaco. Es conocido sobre todo por sus paisajes y escenas del Oriente Medio e imágenes de acontecimientos históricos. Por otra parte, sus dibujos de animales han sido comparados con los de su contemporáneo Friedrich Gauermann.
Tras estudiar en la Academia de Bellas Artes de Viena, viajó por el Oriente Medio, en compañía del conde Edmund Zichy, patrón de arte y fundador del Orientalische Museum de Viena, y por Italia y Hungría.